# Окучани
Окучани (на хърватски: Okučani) е село и община в Бродско-посавска жупания, Хърватия. Разположена е на 19 км югоизточно от Новска и на 17 км западно от Нова Градишка. Общината обхваща 17 населени места.
Според преброяването от 2011 г. има 3447 жители, от които 77% хървати и 20,8% сърби.